# Vách đá Bandiagara
Vách đá Bandiagara là một vách đá nằm tại vùng đất của Dogon, thuộc vùng Mopti, Mali. Đây là một vách đá sa thạch cao đến 500 mét so với những đồng cát thấp hơn ở phía nam.
Khu vực vách đá ngày nay vẫn là một nơi ở của người Dogon. Trước Dogon, đây là nơi trú ẩn của những người Tellem và Toloy. Nhiều cấu trúc có từ thời kỳ này vẫn còn tồn tại. Vách đá được UNESCO công nhận là Di sản thế giới từ năm 1989.
Bandiagara là vách đá sa thạch có chiều dài khoảng 150 km có hướng nam-đông bắc và kéo dài tới khối núi Grandamia. Kết thúc của khối núi là Núi Hombori cao 1.115 mét là đỉnh cao nhất Mali. Do có những đặc điểm khảo cổ, dân tộc học và địa chất, toàn bộ khu vực này là một trong những địa điểm hùng vĩ nhất ở Tây Phi.

## Lịch sử
Người Tellem sống trong hang đá, những người sau đó bị đẩy ra bởi sự xuất hiện của người Dogon, từng sống ở sườn dốc của vách đá. Di sản của người Tellem thể hiện rõ trong các hang đá với những hình khắc và tập tục chôn cất người chết trên cao, để tránh những trận lũ quét thường xuyên của khu vực.
Hàng chục ngôi làng nằm dọc theo vách đá, như là Kani Bonzon. Chính gần ngôi làng này, những người Dogon đã đến vào thế kỷ 14, và từ đó họ mở rộng trên khắp cao nguyên, vách đá và vùng đồng bằng của Seno-Gondo.
Theo truyền miệng địa phương, những người Dogon không bị các thế lực thực dân Pháp làm phiền do các đường hầm tự nhiên được dệt xuyên qua vách đá. Chỉ có những người Dogon mới biết về các đường hầm, và có thể sử dụng chúng để phục kích và đẩy lùi những kẻ xâm lược.

## Tự nhiên
Vách đá Bandiagara nằm ở vùng phía Nam sa mạc Sahara, một khu vực khô cằn với lượng mưa hàng năm chỉ khoảng 580 mm nhưng mang vẻ đẹp tự nhiên của một cao nguyên đá độc đáo ở Tây Phi, với sự đa dạng về địa mạo địa hình (cao nguyên, vách đá và đồng bằng) và sự hiện diện của các cảnh quan tự nhiên (hang động, hang đá, cồn cát) bị ảnh hưởng bởi xói mòn. Địa chất ở đây là đá sa thạch được hình thành từ kỷ Cambri và kỷ Ordovic. Ở một số cao nguyên trong khu vực còn có đá ong và đá quặng.

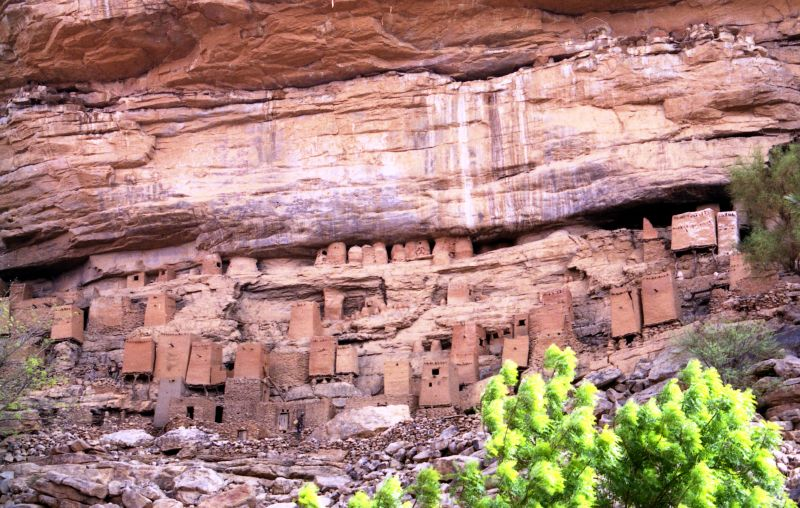
Công sự trên các vách đá treo leo

Đây còn là môi trường tự nhiên của các loài thực vật đặc hữu vách đá, khe đá và cao nguyên bao gồm các cây lấy thuốc và cây gỗ. Động vật thì gồm có: cáo, chó rừng, cá sấu, bồ câu đá...

## Văn hóa
Nơi đây còn được gọi với cái tên vùng đất của Dogon là cảnh quan văn hóa rộng lớn lên đến 400.000 ha gồm 289 ngôi làng nằm trên 3 vùng tự nhiên ở đây là: cao nguyên đá sa thạch, vách núi và vùng đồng bằng. Con người đã sinh sống ở nơi đây từ thời kỳ đồ đá cũ, họ sống hòa nhập với cảnh quan thiên nhiên, ở các hang núi trên các vách đá.
Đến thế kỷ 15, nơi đây là một nơi trú ẩn quan trọng mang ý nghĩa phòng thủ. Công sự ở nơi đây bao gồm nhà ở, kho thóc, bàn thờ tổ tiên, thánh đường, nghĩa trang và Togu Na (nhà cộng đồng), trong đó nhiều nhất là nhà ở và các kho thóc. Nguyên liệu để xây dựng là tất cả những gì có sẵn trên cao nguyên đá này, đã phản ánh sự khéo léo và tín ngưỡng tâm linh, quan điểm về sự sống cái chết của họ.
Kho thóc và nhà ở (Gin'na) được xây dựng với nhiều cửa ra vào, được trang trí rất nhiều họa tiết điêu khắc. Nổi bật hơn cả là các Togu na là một nơi trú ẩn lớn được xây dựng bằng các cọc gỗ được trạm khắc và khu vực thờ cúng tổ tiên gọi là Binu.
Ngoài ra, khu vực này là một trong những trung tâm chính cho các nền văn hóa vùng Dogons, giàu truyền thống cổ xưa với các nghi lễ, văn hóa nghệ thuật và văn hóa dân gian lâu đời.

## Hình ảnh

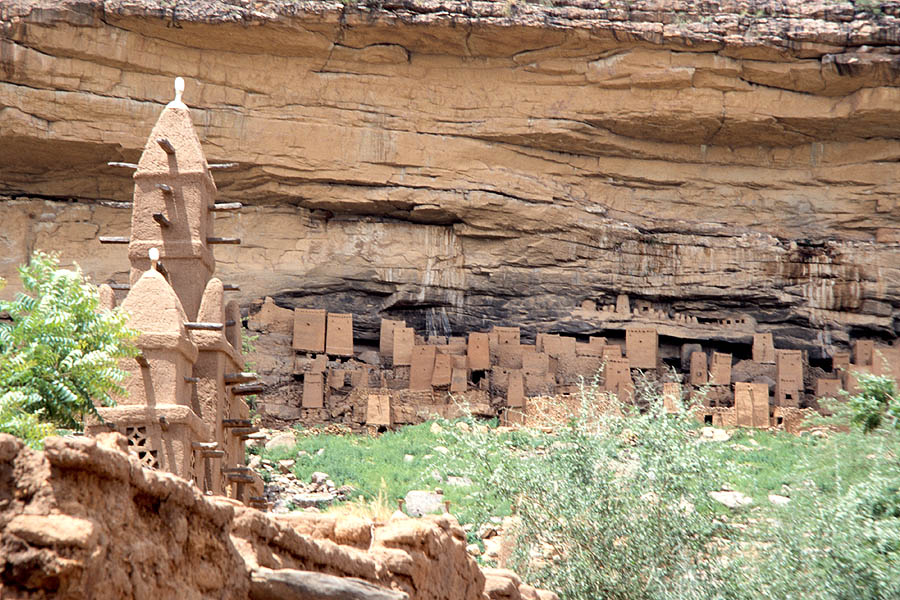
Những ngôi nhà còn sót lại của người Tellem cổ đại
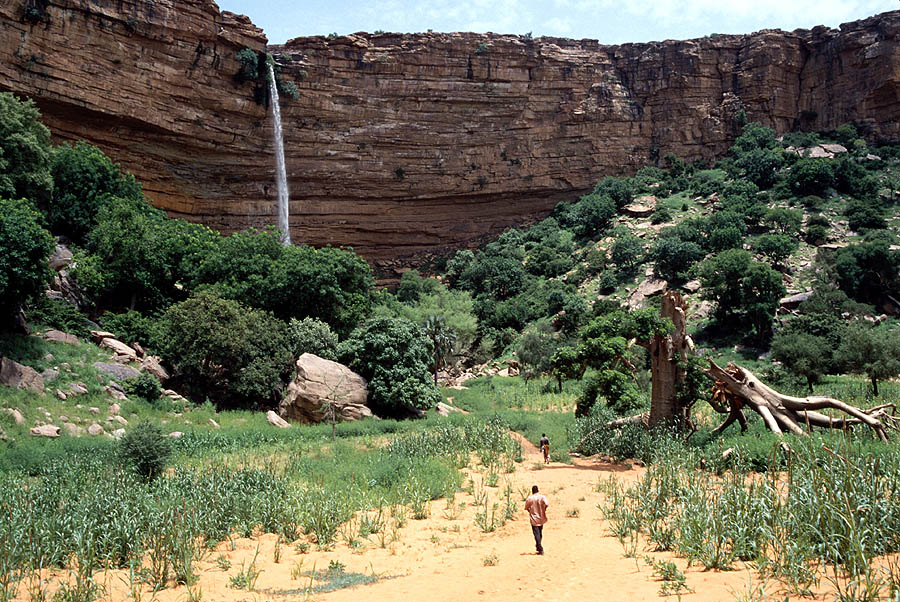
Một góc của vách đá
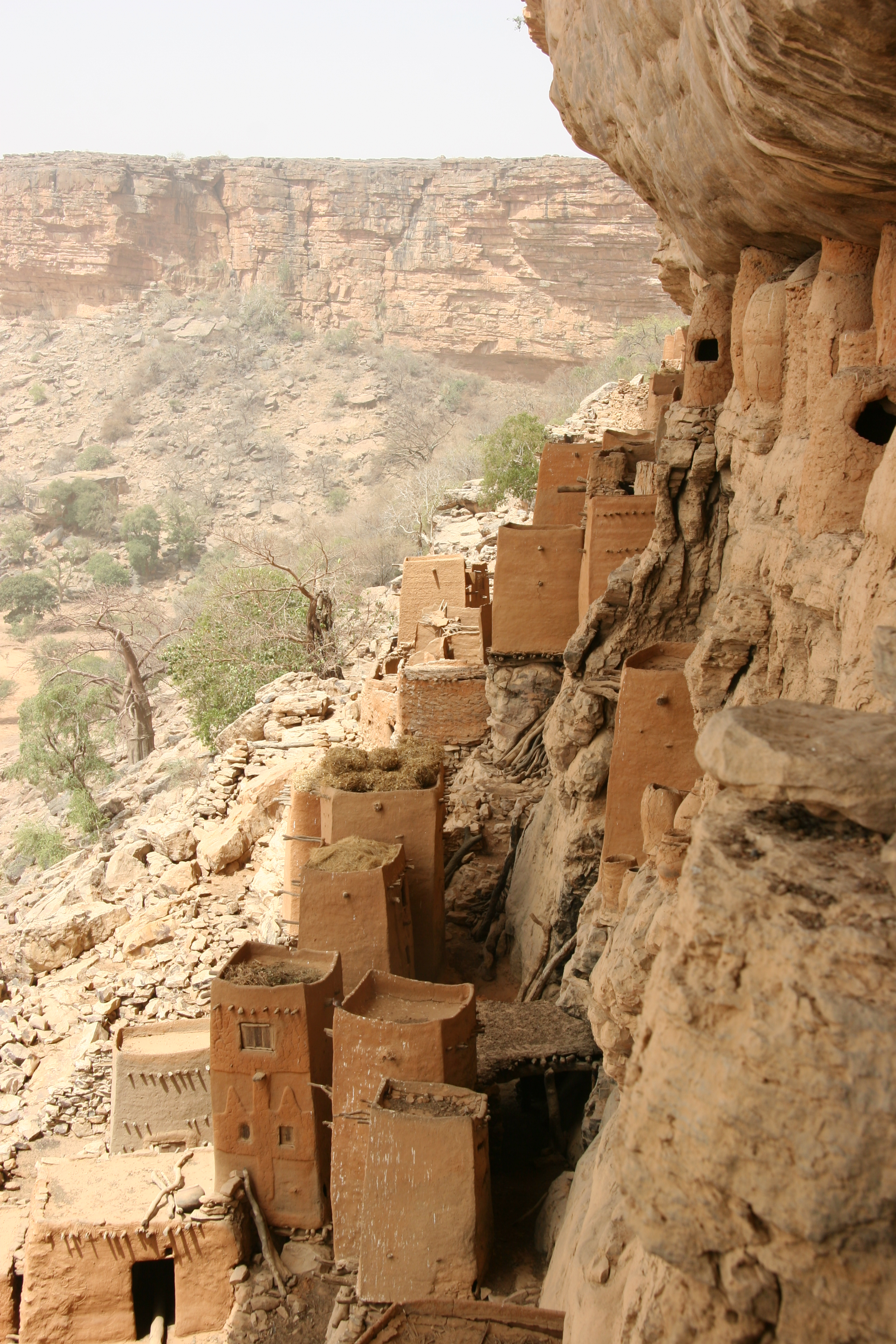
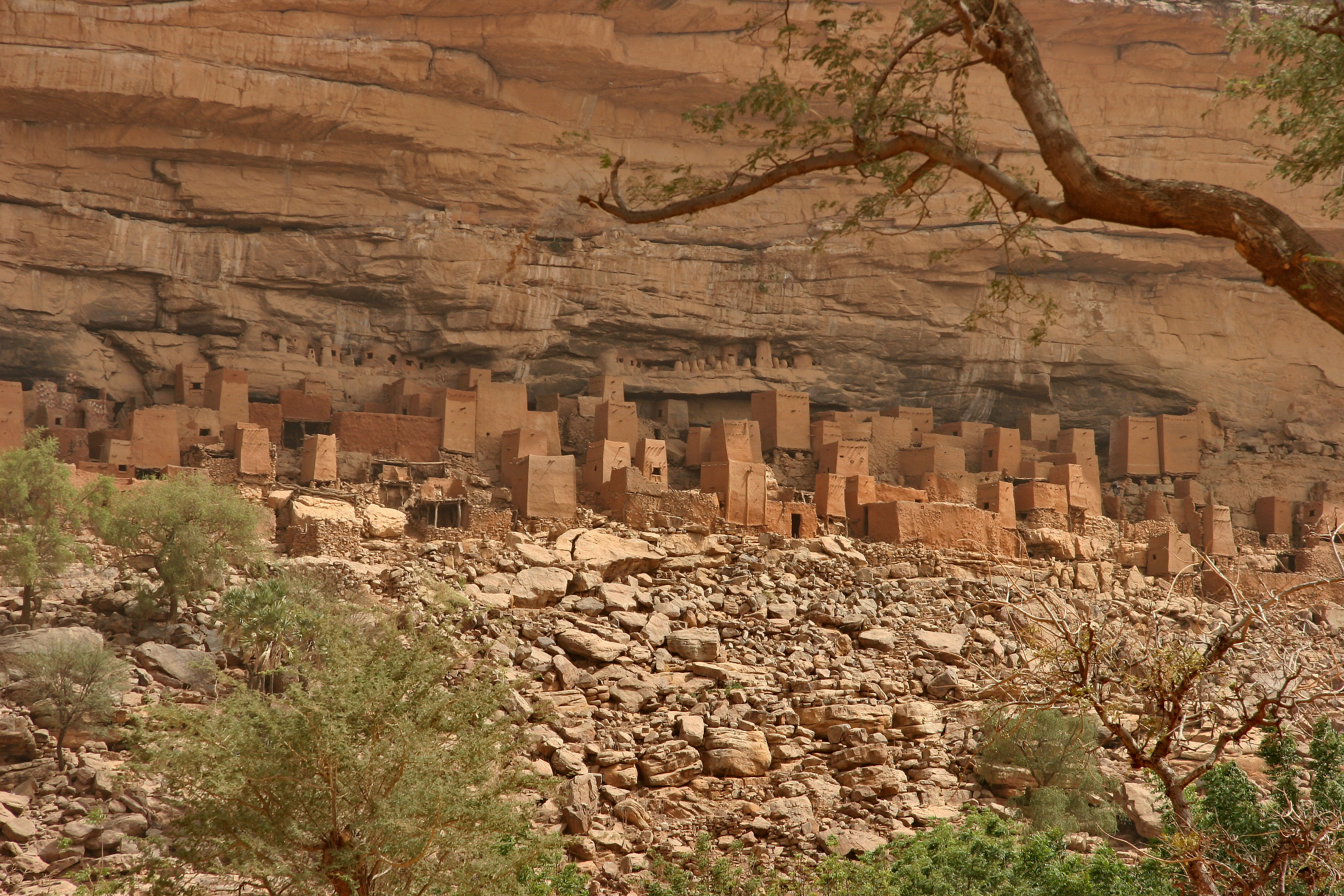